# Comuna Sîneak, Vîșhorod
Sîneak (în ucraineană Синяк) este o comună în raionul Vîșhorod, regiunea Kiev, Ucraina, formată din satele Cervone, Rakivka, Sîneak (reședința) și Voronkivka.

## Demografie
Componența lingvistică a comunei Sîneak
     Ucraineană (96,32%)
     Rusă (3,22%)
     Alte limbi (0,06%)
Conform recensământului din 2001, majoritatea populației comunei Sîneak era vorbitoare de ucraineană (96,32%), existând în minoritate și vorbitori de rusă (3,22%).